# Liste der Kulturdenkmäler in Hollnich
In der Liste der Kulturdenkmäler in Hollnich sind alle Kulturdenkmäler der rheinland-pfälzischen Ortsgemeinde Hollnich aufgeführt. Im Ortsteil Gammelshausen sind keine Kulturdenkmäler ausgewiesen. Grundlage ist die Denkmalliste des Landes Rheinland-Pfalz (Stand: 27. Oktober 2023).

## Einzeldenkmäler
| Bezeichnung | Lage                          | Baujahr                             | Beschreibung | Bild |
| ----------- | ----------------------------- | ----------------------------------- | --- | ---- |
| Brunnen     | Dorfstraße, neben Nr. 16 Lage |                                     | Brunnenschacht und -haus aus Schieferbruchstein                                                                                | BW   |
| Hofanlage   | Dorfstraße 22 Lage            | erstes Drittel des 19. Jahrhunderts | Fachwerkhaus, verschiefert, abgewalmtes Mansarddach, erstes Drittel des 19. Jahrhunderts, Ökonomietrakt; bauliche Gesamtanlage | BW   |